# ツルサイカチ属
ツルサイカチ属（つるさいかちぞく）またはヒルギカズラ属、学名 Dalbergia（ダルベルギア）はマメ亜科の属の一つ。低木または木本性つる植物からなる。ツルサイカチ属は世界に広く分布しており、熱帯アメリカ、アフリカ、マダガスカル、およびアジア南部を原産とする。ツルサイカチ属の規模については、異なる専門家たちがそれぞれ 100 から 600 種あると挙げたまま、争点になっている。ILDIS は 159 種を認めている。
本属のダルベルギア・ニグラ（D. nigra、通称: ブラジリアン・ローズウッド）は2017年10月4日から有効となっているワシントン条約附属書Iに、それ以外のツルサイカチ属の種は全て同条約の附属書IIに記載されている。

## 属名の由来
スウェーデンの植物学者ニコラス・ダールベルク (Nicholas Dalberg 1736–1820) への献名である。

## 用途

### 総説
ツルサイカチ属の多くの種は重要な木材用樹木で、装飾的であり、しばしば芳香油が豊富に含まれていて芳香性がある木であるために価値がある。ツルサイカチ属の木々でもっとも有名なのはローズウッドで、その香りがもとで俗にそう名付けられているが、別のいくつかの有用な木々もこの属に含まれる。
ローズウッドと呼ばれているほとんどの木々は、樹形が美しく、材は鮮やかな茶褐色をしている。ここで留意すべきは、すべてのツルサイカチ属の種のごく一部だけがローズウッドであるということである。
ツルサイカチ属の複数の種は、何種類かのチョウ目の幼虫の、食草または食樹として利用されている。その中には、シッソノキ Dalbergia sissoo を選択的に採餌するチビガ科の幼虫も含まれている。

### 各種
西洋で高く評価される秀でたローズウッドはブラジリアン・ローズウッド Dalbergia nigra であり、バイーア・ローズウッド、リオ・ローズウッド、パリサンデル・デ・リオ・グランデ、ジャカランダとしても知られる。過去にひどく伐採されすぎて、今ではワシントン条約 (CITES) の対象である。
西洋で2番目に愛好されるローズウッドは、マルバシタン Dalbergia latifolia で、イースト・インディアン・ローズウッドあるいはインドネシア産のものはソノケリンとしても知られている。
チューリップウッド Dalbergia decipularis は、赤やサーモン・ピンクの縞模様が入ったクリーム色をしている。この木はよく中張りベニヤや他のベニヤに用いられる。これはアメリカ合衆国で「チューリップウッド」と呼ばれ、あまり高価ではない家具に用いられるユリノキとは別である。
黒っぽい縞模様の入った紫色の材を持つ、ブラジル産のキングウッド Dalbergia cearensis も同様に用いられる。チューリップウッド同様小振りの木であり、高さ10mまで成長する。他に有名な木材としては、主にダルベルギア・レトゥサ（Dalbergia retusa）に由来する中央アメリカの木材ココボロがある。この木は、切ったばかりの表面は華やかで装飾的なオレンジ・レッドの外観をしているが、空気にさらされるとすぐに色あせ、落ち着いた色調と色相になる。
ブラジリアン・ローズウッド Dalbergia nigra から作られた製品を再輸出するには、ワシントン条約（CITES）の許可が必要である。
インドの土産物屋では、あたかもローズウッドで作ったかのように、ときどき紫に着色されているシッソノキ（インディアン・ローズウッド） Dalbergia sissoo 製の品物を売っている。この種類の木は、最良の状態で工具の柄に使用することができる。
アフリカン・ブラックウッド Dalbergia melanoxylon は、極めて黒い木で、木管楽器を作るのに需要がある。

## 主な種
経済学的に重要な種を挙げる。
- マダガスカル・ローズウッド (Dalbergia baroni) - 別名パリサンダー・ローズウッド （Palisander Rosewood）、パリサンドル・ヴォアンボアナ（Palissandre Voamboana）
- Dalbergia brownei - コイン・ヴァイン（Coin Vine）
- キングウッド (Dalbergia cearensis) - 別名ブラジリアン・キングウッド（Brazilian Kingwood）、ヴァイオレットウッド（Violetwood）、ロレ・ロワイヤル（Loree Royal）、リグタ（Rigoutat）

ヤマハの茶色いオーボエに用いられている。
- シタン [4](Dalbergia cochinchinensis) - 別名ケランジィ、サイアミーズ・ローズウッド（Siamese Rosewood）、タイランド・ローズウッド（Thailand Rosewood）、トラックウッド（Tracwood）、ソアイ（Xoay）、クララン（Kralanh）
- チューリップウッド (Dalbergia decipularis) - 別名チューリップウッド（Tulipwood）
- Dalbergia ecastaphyllum - コインヴァイン（Coinvine）
- ブラジリアン・チューリップウッド (Dalbergia frutescens、シノニム: Dalbergia variabilis) - 別名ハカランダ・ロサ（Jacaranda Rosa）、パウ・ヂ・フソ（Pau de Fuso）、パウ・ロサ（Pau Rosa）、ピンクウッド（Pinkwood）、チューリップウッド（Tulipwood）
- マルバシタン[4] (Dalbergia latifolia) - 別名ボンベイ・ブラックウッド（Bombay Blackwood）、イースト・インディアン・ローズウッド（East Indian Rosewood）、インディアン・パリサンダー（Indian Palisandre）、ジャヴァ・パリサンダー（Java Palisandre）、マラバール（Malabar）、ソノケリン（Sonokeling）、シーシャム（Shisham）、シツァル（Sitsal）、シタン
- アフリカン・ブラックウッド（Dalbergia melanoxylon） - 別名アフリカ黒檀、アフリカン・エボニー（African Ebony）、アフリカン・グレナディーヨ（African Grenadillo）、バンバナス（Banbanus）、エブヌ（Ebene）、グレナディージャ（Grenadilla）、ムピンゴ（Mpingo）、パウ・プレト（Pau Preto）、ポイー（Poyi）、ゼブラウッド（Zebrawood）
- ヴァロニカ (Dalbergia monetaria) - 別名マニーブッシュ （Moneybush）
- ブラジリアン・ローズウッド (Dalbergia nigra、ダルベルギア・ニグラ) - 別名バイーア・ローズウッド（Bahia Rosewood）、カビウーナ（Cabiuna）、ジャカランダ（Jacaranda）、ジャカランダ・ヂ・ブラジル（Jacaranda De Brasil）、パリサンダー（Palisander）、パリサンドリ・ダ・ブラジル（Palisandre da Bresil）、ピアノウッド（Pianowood）、リオ・ローズウッド（Rio Rosewood）、ローズウッド（Rosewood）、オブイーナ（Obuina）
- メキシカン・ローズウッド (Dalbergia palescrito) - 別名パロ・エスクリト（Palo Escrito）
- ココボロ (Dalbergia retusa、ダルベルギア・レトゥサ) - 別名カヴィウナ（Caviuna）、ココボロ・プリエト（Cocobolo Prieto）、フネラム（Funeram）、グラナディージョ（Granadillo）、ヤカランダホルツ（Jacarandaholz）、ナンバー（Nambar）、ニカラグアン・ローズウッド（Nicaraguan Rosewood）、パリサンダー（Palisander）、パリッサンドロ（Palissandro）、パロ・ネグロ（Palo Negro）、パウ・プレト（Pau Preto）、ローズウッド（Rosewood）、ウラウナ（Urauna）
- シッソノキ（インディアン・ローズウッド） (Dalbergia sissoo) - 別名アガラ（Agara）、アガル（Agaru）、エラシッス（Errasissu）、ゲッテ（Gette）、ヒフー（Hihu）、インディアン・ローズウッド （Indian Rosewood）、イルヴィル（Iruvil）、イティ（Iti）、クジュラップ（Khujrap）、パディミ（Padimi）、サフェダール（Safedar）、シーシャム（Sheesham）、シーシャム・ウッド（Sheesham Wood）、シーシュマ（Shishma）、シーショム（Shishom）、シンスーパ（Sinsupa）、シッスー（Sissoo、シスー（Sisu）、ターリー（Tali）、テナハ（Tenach）、トゥクリークン（Tukreekung）、イェッテ（Yette）
- ホンジュラス・ローズウッド (Dalbergia stevensonii) - 別名ノガエド（Nogaed）

## 画像

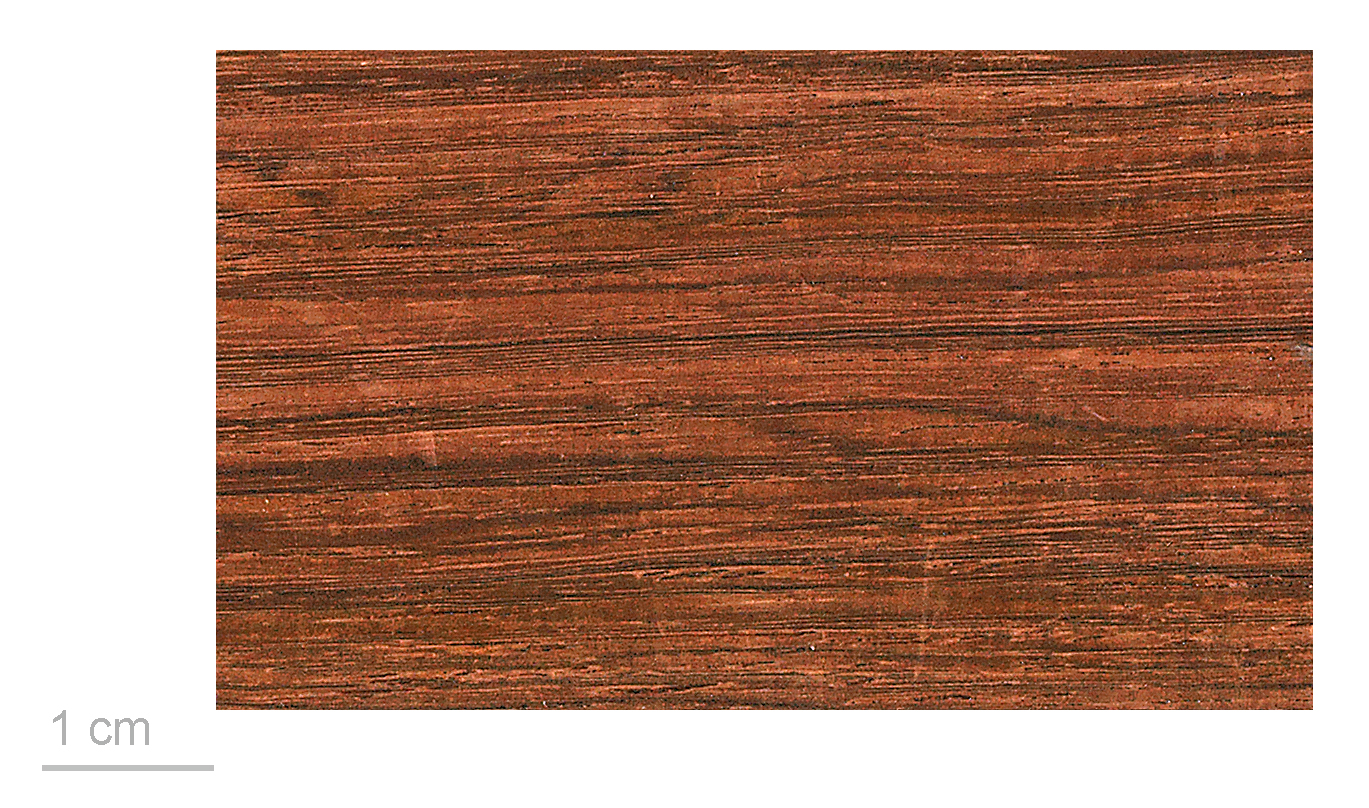
ツルサイカチ属の1種。
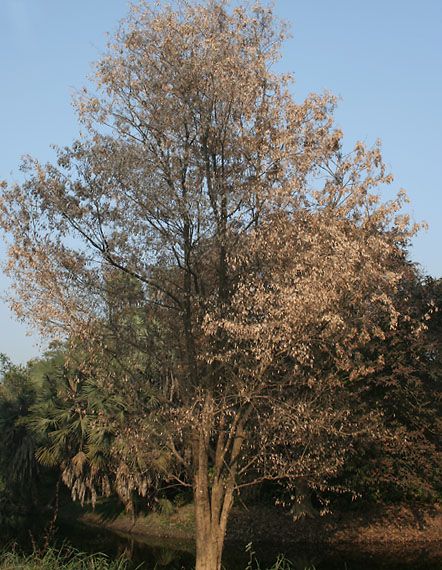
Dalbergia lanceolaria の落葉した木。インド西ベンガル州コルカタにて。
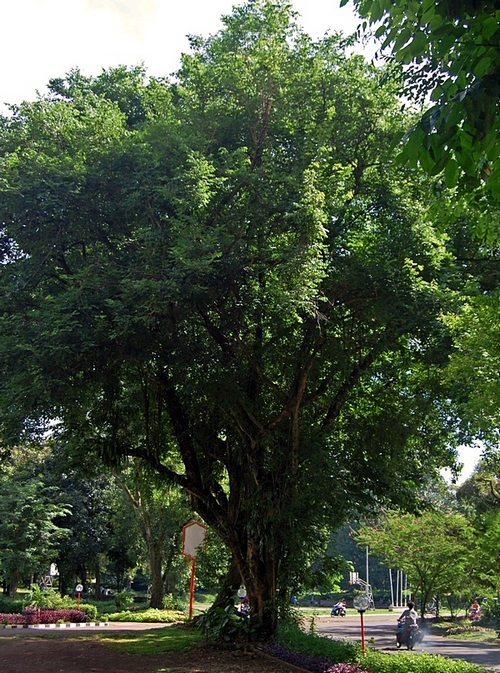
インディアン・ローズウッド Dalbergia latifolia。インドネシア西ジャワ州ボゴールにて。
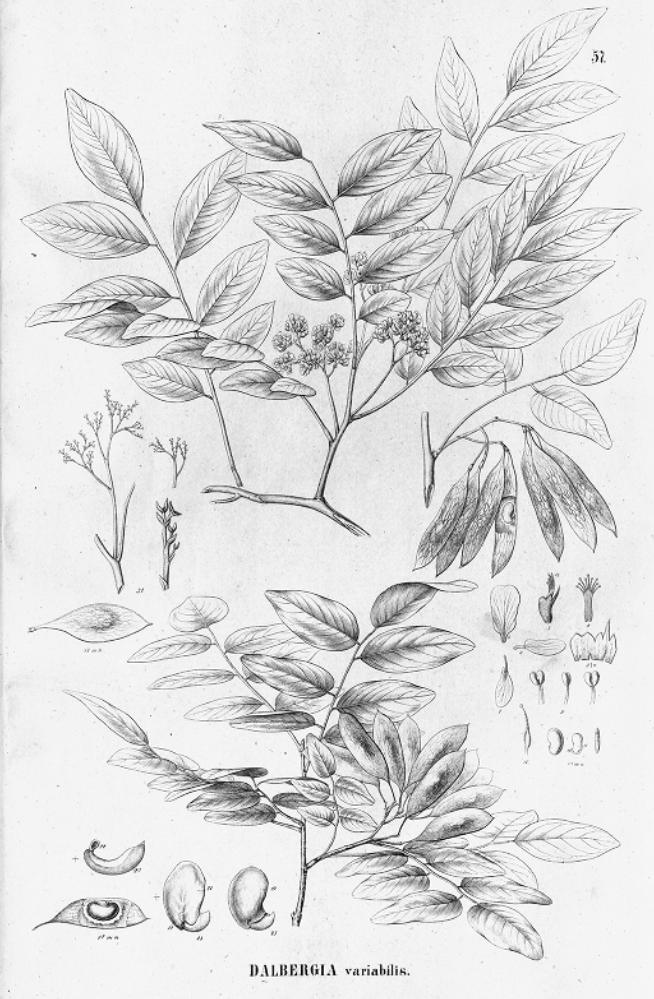
Dalbergia frutescens
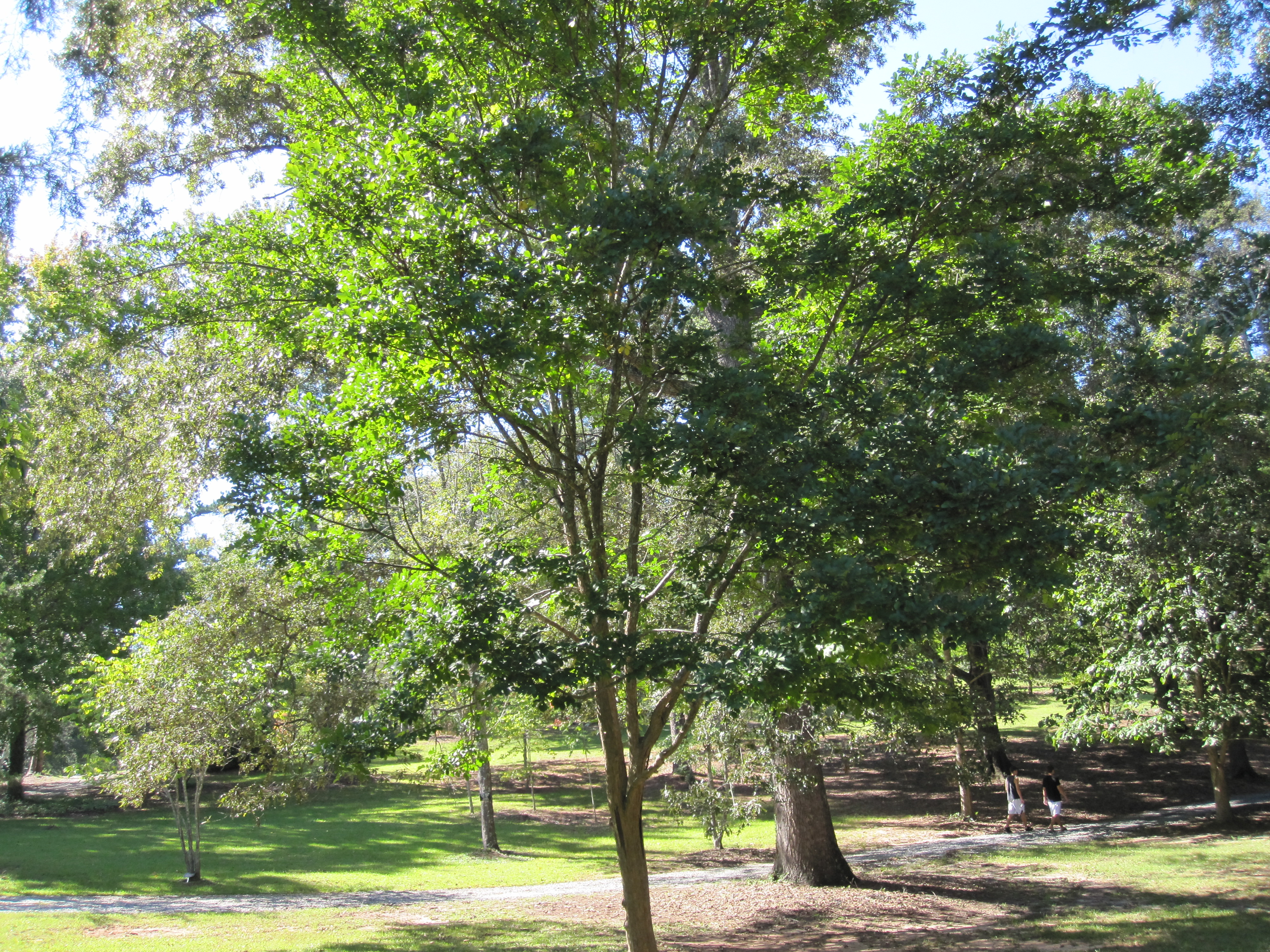
Dalbergia hupeana
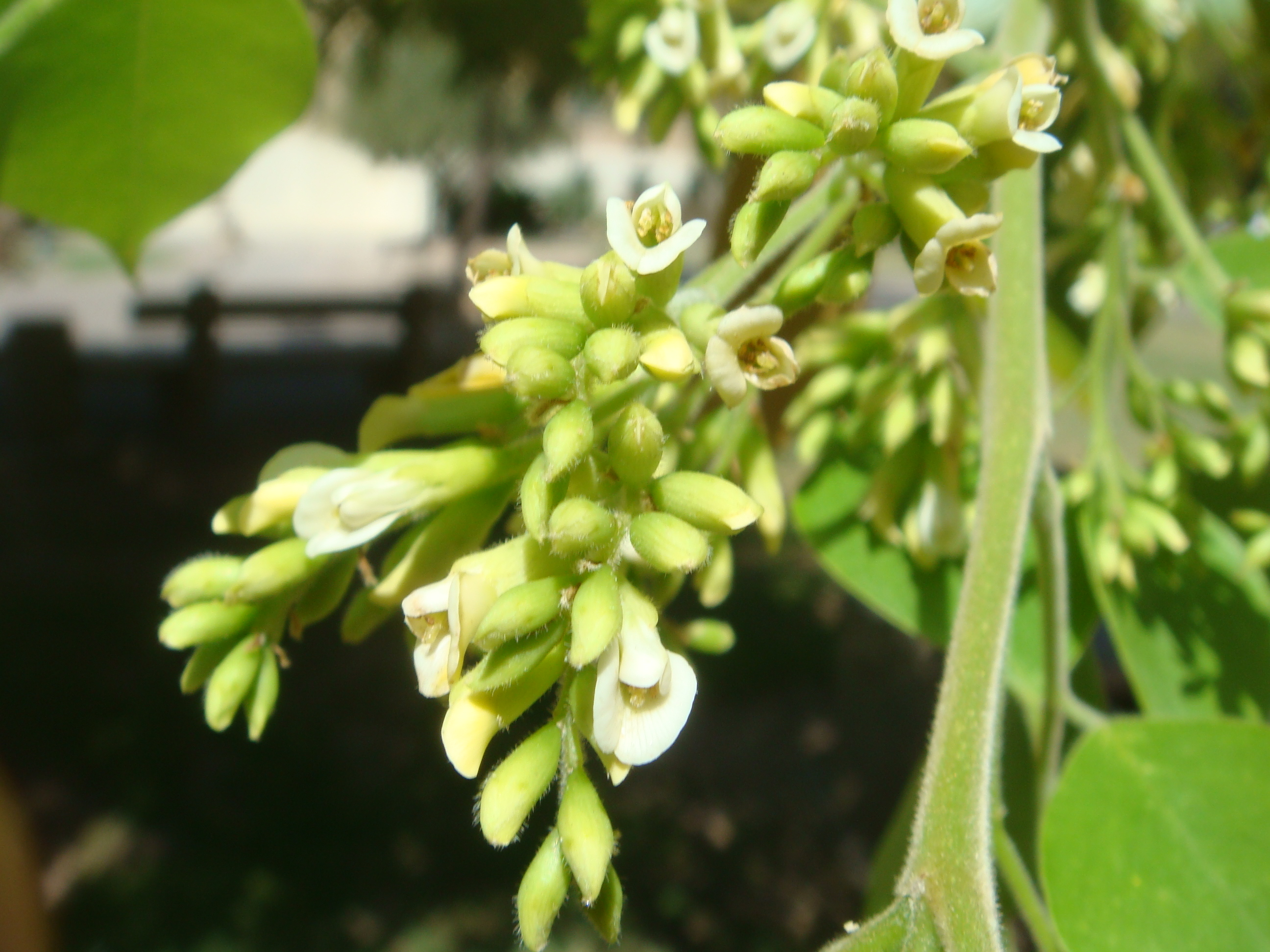
シッソノキ Dalbergia-sissoo の花。米国アリゾナ州テンピーにて。